# Национальная лаборатория по изучению солнечной тепловой энергии
Национальная лаборатория по изучению солнечной тепловой энергии (англ. National Solar Thermal Test Facility (NSTTF)) — экспериментальная солнечная электростанция, расположенная в 10 км южнее Альбукерке, штат Нью-Мексико, США. Эксплуатируется Сандийскими национальными лабораториями подчиняющиеся Министерству энергетики США и является единственной солнечной экспериментальной электростанцией в США.

## История
В конце 1970-х годов рост цен на топливо и забота о чистоте окружающей среды дали толчок к развитию технологий, которые используют солнечную энергию для выработки электричества. Так как отсутствовал необходимый опыт, то и было принято решение о строительстве небольшого центра. Чтобы впоследствии, используя полученные наработки, можно было создавать крупномасштабные проекты. В 1972 году Правительство Соединённых Штатов поддержало данную программу через Национальный научный фонд, который финансировался Администрацией по исследованию и развитию энергетики и Министерством энергетики США. Было построено шесть пилотных проектов включая экспериментальную солнечную тепловую электростанцию мощностью 6 МВт в Сандийских национальных лабораториях.

## Обзор предприятия
Лаборатория занимает площадь в 47 га. Строительство обошлось в 120 млн долларов США.
Станция предоставляет возможность инженерам конструировать, испытывать и исследовать прототипы солнечных установок.
Центр предоставляет следующие услуги:
- высокий тепловой поток и температуры для испытания материалов и моделирования аэродинамического нагрева[англ.];
- солнечные печи;
- поворотные платформы с параболическими зеркалами;
- место для оптических астрономических наблюдений (лаборатория расположена вдали от мест со световым загрязнением) или калибровки спутников.

### Поле гелиостатов

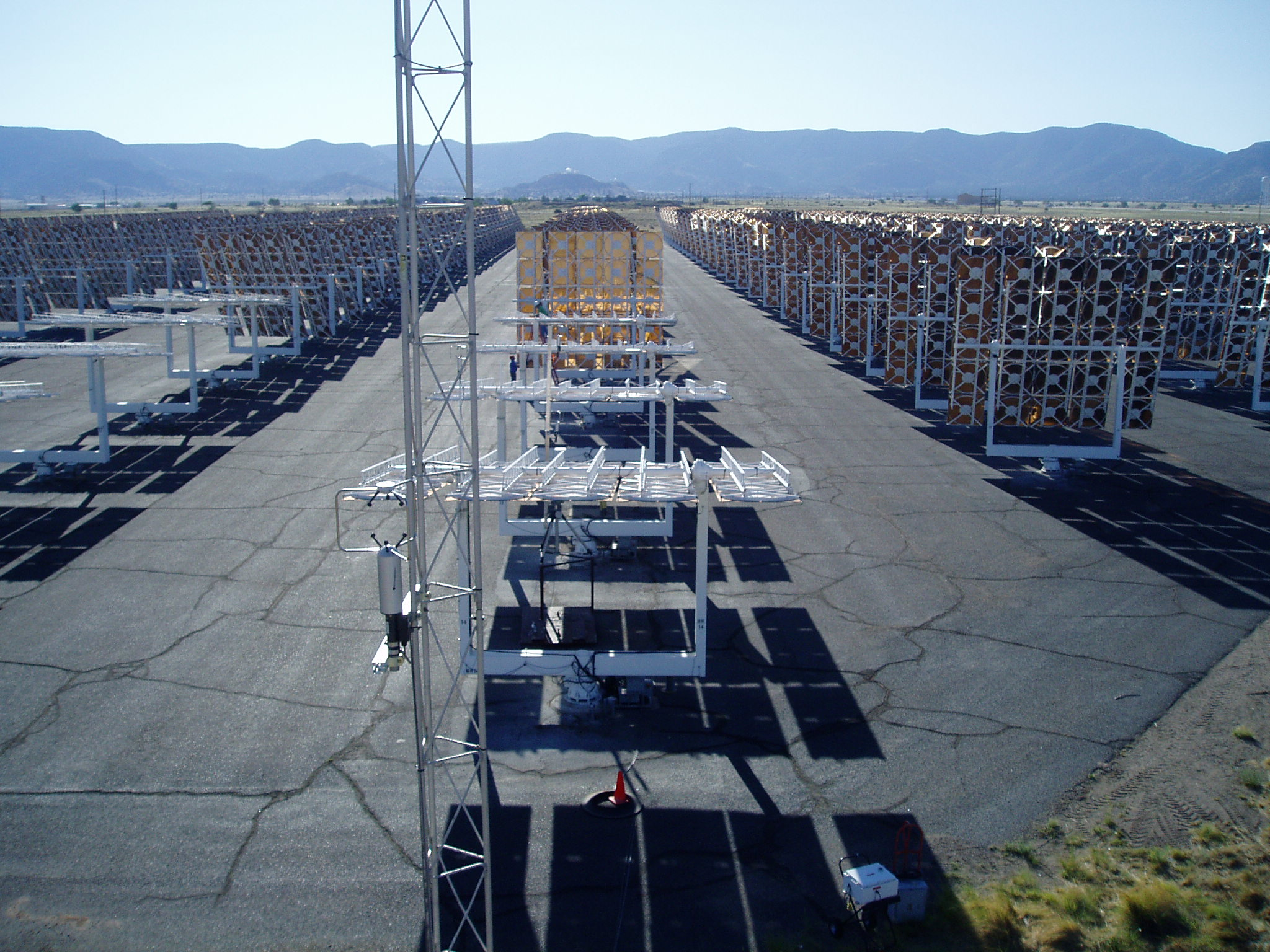
Поле гелиостатов

Всего установлено 218 гелиостатов. Каждый гелиостат снабжён двумя электродвигателями напряжением 480 Вольт (для вращения по горизонтали (азимуту) и вертикали). Площадь отражающей поверхности каждого гелиостата равна 37 м2. После недавней замены зеркал их отражающая способность стала 96%.

### Солнечная башня

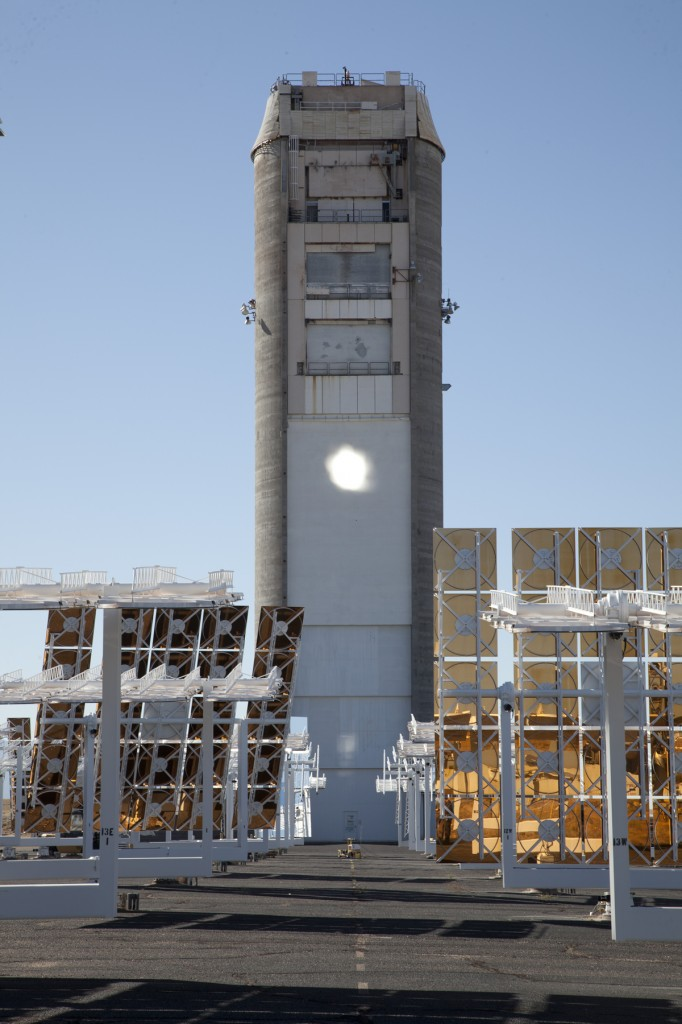
Башня

Башня представляет собой бетонное здание высотой 61 метр с четырьмя отметками для проведения опытов. Три из них расположены на её северной стороне, а четвёртая на самой вершине башни. Также внутри башни находятся: лифт, способный поднимать грузы весом до 100 тонн, вспомогательные краны, генераторы, водяная охлаждающая система, вентиляторы и прочее оборудование.

### Расплавленные солевой контур
Предприятие также предоставляет условия для выполнения испытаний которые ускоряют срок службы компонентов. Таким образом снижается риск возникновения поломки изделия в будущем.

### Площадка с тарелками
Здесь устанавливаются на длительный период времени полноразмерные СЭС тарельчатого типа для проведения тестов и оценки их результатов. Сейчас установлено десять тарелок использующие двигатели Стирлинга и шесть от проекта Infinia. Также есть два полноповоротных солнечных блюдца, которые также доступны для экспериментов.

### Результаты
Благодаря исследованиям на этой экспериментальной солнечной электростанции были сконструированы гелиостаты и приёмники солнечного излучения, которые впоследствии были установлены на СТЭС: Солар 1 и Солар 2 (ныне уже разобранных).
НАСА до сих пор активно использует данный объект для тестирования тепловой защиты своих космических аппаратов. Аналогичные испытания здесь проводят и другие организации и компании, в том числе Boeing.